# G級駆逐艦 (2代)
G級駆逐艦（英語: G-class destroyer）は、イギリス海軍の駆逐艦の艦級。ロンドン海軍軍縮条約を受けて、E/F級をもとに艦型の圧縮を図り、1933-4年度計画で9隻が建造された。「グレイハウンド」をネームシップとして、グレイハウンド級（Greyhound-class）と称することもある。

## 来歴
イギリス海軍は1924-5年度より駆逐艦の建造を再開し、まず改W級駆逐艦をもとに第一次世界大戦の戦訓や新しい技術を盛り込んだプロトタイプとして「アマゾン」と「アンバスケイド」を建造したのち、1927-8年度で量産型としてA級、続く1928-9年度で小改正型のB級が建造された。また1929-30年度のC級では大型化して燃料の搭載量増加を図り、1930-1年度のD級では対潜戦能力を強化、1931-2年度のE級では艦砲を改良、1932-3年度のF級では水雷兵器を更新するなど、順次に拡大・強化を重ねつつ建造されていた。しかし当時はロンドン海軍軍縮条約体制下であり、駆逐艦の艦型抑制が必要になった。このことから1933-4年度の建造艦は、機関部の設計変更によって艦型の圧縮を図ることとなった。これが本級である。

## 設計
船首楼型、2本煙突という基本構成はC～F級と同様である。E級の一部で採用した三脚式後檣をさらに改善して全艦に設置している。
機関構成もE級以来の方式がおおむね踏襲され、アドミラルティ式3胴型水管ボイラーを（圧力300 lbf/in2 (21 kgf/cm2)、温度326.7℃）、タービンはパーソンズ式オール・ギヤード・タービンを搭載した。ただし上記の艦型圧縮の要請から、巡航タービンを省いて、機関部の短縮を図った。これは、第一次世界大戦中の主機使用状況を分析した結果、15ノット以下での航行は稀であり、したがって巡航タービンの恩恵も小さいと判断されたためであった。また嚮導艦「グレンヴィル」はヤーロウ式水管ボイラーを搭載している。

## 装備
兵装は、おおむねF級の構成が踏襲され、艦砲は45口径12cm砲（QF 4.7インチ砲Mk.IX）を仰角40度の両用砲であるMk.XVII砲架と組み合わせて4基（嚮導艦「グレンヴィル」では5基）、また対空兵器は4連装12.7mm機銃を搭載した。なお当時、大日本帝国海軍が吹雪型駆逐艦で50口径12.7cm砲を搭載したのに対抗して、C級嚮導艦「ケンペンフェルト」で50口径13cm砲（QF 5.1インチ砲Mk.I）の搭載試験が行われており、本級への後日装備化も検討されていたが、成績不良のため実現しなかった。
水雷兵器も、F級と同様、4連装21インチ魚雷発射管2基とMk.IX魚雷の組み合わせを基本とした。ただし1933年の演習により、特に夜襲においては、多数艦による攻撃では特定目標に対して攻撃が過度に集中することが判明し、所要隻数を減らすため個艦あたりの射線数を増やすことが求められたことから、「グローウォーム」では試験的に5連装発射管2基の搭載となった。また対潜戦用としてASDIC（アクティブ・ソナー）と対潜爆雷投射機、対機雷戦用として2速駆逐艦掃海具（TSDS）も併載された。
その後、第二次世界大戦が勃発すると護衛駆逐艦としての改装が行われ、20mm機銃の増設、また後部魚雷発射管をバーターにした45口径7.6cm高角砲（QF 3インチ砲Mk.I）の搭載による防空火力の強化、ヘッジホッグ対潜迫撃砲の搭載、爆雷搭載数の増加がなされた。

## 同型艦
9隻が建造され、後に2隻がポーランド海軍とカナダ海軍へ引き渡され、ポーランド海軍の艦は戦後にいったんイギリスに返還されたのち、オランダ海軍に売却された。
第二次世界大戦では、6隻が戦没し、1隻が全損判定を受け閉塞船として自沈させられた。このため、外国に貸与された2隻のみが終戦まで生き残った。
| #   | 艦名                                   | 造船所                          | 進水            | 就役           | その後 |
| --- | -------------------------------------- | ------------------------------- | --------------- | -------------- | --- |
| H03 | グレンヴィル HMS Grenville ※嚮導艦仕様 | ヤーロウ                        | 1935年 8月15日  | 1936年 7月1日  | 1940年1月19日、テムズ川河口にて触雷、沈没。 |
| H59 | ギャラント HMS Gallant                 | アレクサンダー・ スティーブンス | 1935年 9月26日  | 1936年 2月25日 | 1941年1月10日、パンテッレリーア島南西沖で触雷。マルタ島に曳航後座礁。 1942年4月5日の空襲により全損判定。1943年9月にセントポールズ・ベイの閉塞船として自沈。                                                                                   |
| H37 | ガーランド HMS Garland                 | フェアフィールド                | 1935年 10月24日 | 1936年 3月3日  | 1940年5月2日に自由ポーランド海軍に貸与されたが、艦名は変更なし (ORP Garland)。1946年7月23日にイギリスに返還。 1946年11月14日にオランダ海軍に売却。「マルニックス」（Hr.Ms. Marnix）として再就役。1964年1月31日退役。                          |
| H63 | ジプシー HMS Gipsy                     | フェアフィールド                | 1935年 11月7日  | 1936年 2月22日 | 1939年11月21日、ハリッジ近海で触雷、沈没。 |
| H92 | グローウォーム HMS Glowworm            | ソーニクロフト                  | 1935年 7月22日  | 1936年 1月22日 | 1940年4月8日、トロンヘイム沖海戦においてドイツ海軍の重巡洋艦「アドミラル・ヒッパー」と交戦、沈没。 |
| H89 | グラフトン HMS Grafton                 | ソーニクロフト                  | 1935年 9月18日  | 1936年 3月20日 | 1940年5月29日、ベルギーのニーウポールト沖にて沈没しつつあった友軍駆逐艦「ウェイクフル」の乗員救助中に、 ドイツ海軍の潜水艦「U-62」の雷撃を受け艦尾を破壊される。 同日、救助に駆け付けた友軍駆逐艦「アイヴァンホー」の魚雷攻撃により撃沈処分。 |
| H86 | グレネード HMS Grenade                 | アレクサンダー・ スティーブンス | 1935年 11月12日 | 1936年 3月28日 | 1940年5月29日、ダンケルク撤退時に空襲を受け沈没。 |
| H05 | グレイハウンド HMS Greyhound           | ヴィッカース・ アームストロング | 1935年 8月15日  | 1936年 2月1日  | 1941年5月22日、クレタ島の戦いにおいてドイツ空軍の急降下爆撃機の攻撃を受け、撃沈。 |
| H31 | グリフィン HMS Griffin                 | ヴィッカース・ アームストロング | 1935年 8月15日  | 1936年 6月6日  | 1943年4月7日、カナダ海軍に譲渡され「オタワ」 (HMCS Ottawa) として再就役。 1945年10月31日に退役。1946年8月にスクラップとして売却され解体。 |